# Ставки (Лиманский городской совет)
Ставки (укр. Ставки) — посёлок в Краматорском районе Донецкой области Украины , входит в Лиманский городской совет.

## История
С мая по сентябрь 2022 года находились под контролем ВС РФ в ходе вторжения России на Украину. 29 сентября, в ходе битвы за Лиман, посёлок освобожден ВСУ.

## География
В Донецкой области имеется населённый пункт — село Ставки в составе города Лиман, и Лиманскому городскому совету

## Население
Население по переписи 2001 года составляло 803 человека.

## Религия
В поселке находится Храм святителя Феодосия архиепископа Черниговского.